# Pityrocarpa moniliformis
Pityrocarpa moniliformis là một loài thực vật có hoa trong họ Đậu. Loài này được (Benth.) Luckow & R. W. Jobson mô tả khoa học đầu tiên năm 2007.